# Mundybaš
Mundybaš è una cittadina della Russia siberiana meridionale (oblast' di Kemerovo). Appartiene amministrativamente al rajon Taštagol'skij.
Sorge nella parte meridionale della oblast', sulle sponde del fiume omonimo (affluente della Kondoma).